# 草加市立高砂小学校
草加市立高砂小学校（そうかしりつ たかさごしょうがっこう）は、埼玉県草加市中央にある公立小学校。

## 概要
児童数1,000人超、33学級を誇る草加市内一の大規模校である。また、校内施設として、生徒が利用する図書館のほかに、地域に開放される第2図書館（蔵書数1万2千冊）を保有している。

## 沿革
- 1950年（昭和25年） - 開校
- 2008年（平成20年） - 新校舎竣工

### アクセス
- 東武伊勢崎線草加駅より徒歩約5分。